# Agone di Omero ed Esiodo
L'Agone di Omero ed Esiodo (Περὶ Ὁμήρου καὶ Ἡσιόδου καὶ τοῦ γένους καὶ ἀγῶνος αὐτῶν) è un'operetta mista di prosa e versi in cui si racconta lo svolgersi di una immaginaria gara tra i due poeti, Omero ed Esiodo, che si ambientata a Calcide d'Eubea, durante i giochi funebri in onore del re Anfidamante (fine VIII secolo a.C.), morto nella guerra lelantina.

## Struttura
Il Certamen Homeri et Hesiodi si apre con una sezione erudita dedicata alla questione della patria di Omero ed alla sua genealogia, cui segue la ricostruzione della genealogia mitica di Esiodo (che fa risalire il poeta fino al dio Apollo) e l'esposizione delle teorie relative al rapporto cronologico tra i due poeti. La tesi secondo cui essi avrebbero anche potuto essere contemporanei fornisce lo spunto per la narrazione del loro incontro. 
Morto Anfidamante, re dell'Eubea, il figlio Ganittore riunisce a Calcide tutti gli uomini più celebri, per forza, velocità e sapienza, al fine di onorare con grandi gare il funerale del padre. Giungono anche Omero ed Esiodo, e cominciano a confrontarsi di fronte a una giuria di cui fa parte, tra gli altri, anche Panede, il fratello di Anfidamante. Al termine di una gara in cui si succedono prove di improvvisazione intese a mettere in luce l'abilità compositiva e la saggezza dei due contendenti, il popolo vorrebbe che la vittoria fosse assegnata a Omero, ma Panede, il basileus della città, ordina a ognuno dei due di recitare il brano più bello delle loro opere. Esiodo recita un passo di Le opere e i giorni, mentre Omero sceglie una scena di combattimento tratta dall'Iliade. Panede allora decreta la vittoria di Esiodo, ritenendo giusto, a suo parere, premiare coloro che esaltavano la pace e non la guerra, le stragi e i massacri.
L'opera prosegue narrando le vicende dei due poeti fino alla loro morte e sepoltura.

## Analisi
Lo spunto per l'invenzione è fornito dallo stesso Esiodo, che nel poema Le opere e i giorni narra di essersi recato una volta a Calcide per partecipare ai funerali di Anfidamante.
Nella redazione in nostro possesso, il Certamen non può risalire più indietro dell'età adrianea: nella sezione dedicata alla patria di Omero si trova infatti un aneddoto relativo appunto all'imperatore Adriano, che, desiderando una risposta certa sull'origine e sui genitori del poeta, si sarebbe rivolto a un oracolo. Quanto all'autore, nella sua edizione dell'operetta, Thomas Allen, dopo avere vagliato e scartato diverse possibilità, suggerisce che possa trattarsi di Porfirio, filosofo neoplatonico ed erudito del III secolo d.C.
Tuttavia, nel suo nucleo principale, il Certamen risale senz'altro a un'epoca più antica. Grazie a diverse attestazioni letterarie possiamo affermare che la diffusione di alcune parti dell'opera, soprattutto quelle in versi, era già cominciata nell'età del commediografo Aristofane, che, nella Pace,cita due versi del Certamen. Inoltre, un papiro del II o III secolo d.C. ne riporta la parte finale attribuendola al sofista Alcidamante (V-IV secolo a.C.), di cui sappiamo che fu discepolo di Gorgia e autore di un'opera enciclopedica intitolata Museo. Di quest'opera, secondo la critica moderna, avrebbe fatto parte anche il Certamen. Ad Alcidamante si può dunque attribuire la redazione più antica dell'operetta, che comunque, in alcune sue parti, come dimostra l'esempio di Aristofane, è probabilmente ancora più antica.